# Выкрикивается лот 49
«Выкрикивается лот 49» (англ. The Crying of Lot 49) — роман Томаса Пинчона, впервые опубликованный в 1966 году. Самый короткий из романов Пинчона, рассказывающий о женщине Эдипе Маас и многовековом конфликте между двумя почтовыми дистрибьюторскими компаниями — Thurn und Taxis и Trystero (или Tristero). Thurn und Taxis существовала на самом деле и являлась первой фирмой, занимавшейся почтовой дистрибуцией. Роман часто относят к постмодернистской литературе.
Time включила роман в список 100 лучших англоязычных романов с 1923 по 2005 годы.

## Персонажи
- Эдипа Маас — главная героиня романа. После того как её бывший парень, Пирс Инверарити, умирает, она становится совладелицей его имущества. Эдипа обнаруживает и начинает распутывать то, что может оказаться всемирным заговором.
- Пирс Инверарити — бывший парень Эдипы и богатый владелец недвижимости в Калифорнии. Читатель никогда не встречается с ним напрямую, в начале романа Пирс уже мертв. Вся информация о нём показана через воспоминания Эдипы.
- Уэнделл «Мучо» Маас — муж Эдипы. Когда-то Уэнделл занимался продажей подержанных авто, но стал диск-жокеем на радио KCUF в Кинерете (вымышленный город), Калифорния. Ближе к концу романа зарождающееся пристрастие мужчины к ЛСД отдаляет его от Эдипы.
- Мецгер — адвокат, работающий на юридическую фирму «Warpe, Wistfull, Kubitschek и McMingus». Он был назначен, чтобы помочь Эдипе с оформлением недвижимости Пирса.
- Майлз, Дин, Серж и Леонард — четыре члена группы «Параноики», американские подростки, поющие с британским акцентом.
- Доктор Хилариус — психиатр Эдипы, прописывающий ей, как и другим домохозяйкам, ЛСД, который она не принимает. К концу романа Хилариус сходит с ума и утверждает, что был нацистским врачом в Бухенвальде, где работал в программе, направленной на вызывание экспериментально-индуцированного психоза у евреев. Он клянется, что может использовать выражения лица в качестве оружия и однажды скорчил гримасу, которая свела пациента с ума. Скрывался в своём кабинете, но мирно сдался полиции, когда Эдипа его обезоружила.
- Джон Нефастис — ученый, одержимый идеей вечного двигателя. Изобрел тип Демона Максвелла в попытке создать вечный двигатель. Эдипа навещает его, чтобы увидеть механизм, узнав о нём от Котекса Стэнли.
- Стэнли Котекс — сотрудник корпорации Yoyodyne, знающий что-то о Trystero. Эдипа встретила его, когда забрела в его офис во время посещения завода.
- Рэндольф Дриблет — ведущий ученый и директор производства Wharfinger. Дриблет совершает самоубийство перед Эдипой до того, как она может получить от него какую-либо полезную информацию. Встреча с ним побуждает её продолжить поиски правды о Trystero.
- Майк Фалопиан — мужчина, которого Эдипа и Майк Мецгер встречают в баре «Fallopian in The Scope» (заведение, которое обычно посещают сотрудники Yoyodyne). Майк рассказывает им о Сообществе Питера Жирно.
- Чингиз Коэн — самый выдающийся филателист в Лос-Анджелесе. Коэн был нанят для инвентаризации и оценки коллекции марок покойного. Чингиз с Эдипой обсуждают штампы и подделки.
- Профессор Эмори Борц — в настоящее время преподаватель в Сан-Нарцисо. Он написал предисловие редактора к работам Wharfinger. Эдипа следит за профессором, чтобы узнать больше о Trystero.

## Сюжет
Роман повествует об Эдипе Маас — калифорнийской домохозяйке. Она оказывается впутанной в исторические тайны, когда её бывший любовник умирает и определяет её совладелицей его имущества. Отправной точкой приключений Эдипы является набор штампов, которые могут быть использованы секретной почтовой службой Trystero (или Tristero).
Согласно историческому повествованию, которое Эдипа собрала воедино во время своего путешествия по всему Сан-Франциско, Trystero был побежден Thurn und Taxis — настоящей почтовой системой — в 18-м веке. Но Trystero (или Tristero) ушла в подполье и продолжала существовать до настоящего времени (до 1960-х годов). Их почтовые ящики были замаскированны под мусорные контейнеры, на которых часто изображалась аббревиатура W.A.S.T.E., акроним к We Await Silent Tristero’s Empire (Мы Тихо Ждем Империи Tristero) и их эмблема — приглушенный почтовый рожок. Существование и планы этой тайной организации выявляются постепенно. Есть вероятность, что Tristero не существует. Главная героиня мечется между верой и не верой в их существование, не находя однозначных доказательств ни тому, ни другому. Tristero может оказаться заговором, шуткой или галлюцинациями Эдипы.
Среди символов, которые находит героиня, главным является эмблема Trystero — почтовый рожок с петлёй. Первоначально он был замечен на гербе Thurn und Taxis. Эдипа находит его в туалете бара, где он украшает рекламу-граффити группы полиамористов. Позже почтовый рожок появляется среди каракулей инженера как часть детской игры со скакалкой, среди китайских иероглифов в витрине магазина и во многих других местах. Затем символ рожка (как в оригинале, так и в версии Trystero) появится на обложке многих TCL49 изданий, а также в художественных работах, созданных поклонниками романа.

## Отзывы критиков
Критики сочли роман как «образцово постмодернистским», так и прямой пародией на постмодернизм. Сам Томас Пинчон пренебрежительно отзывался о нём, в 1984 написав: «Как ясно видно из непостоянной кривой моего развития, было бы слишком ждать от меня продолжительного позитивного и профессионального писательства. Последней моей историей был роман „Выкрикивается лот 49“, и в нём я похоже забыл всё, что, как мне кажется, я знал до сих пор».

## Аллюзии в книге
Роман Пинчона наполнен культурными отсылками, знание которых значительно обогащают понимание его работы. Дж. Керри Грант пытался каталогизировать эти отсылки, но его список не является окончательным и полным.

### The Beatles
«Выкрикивается лот 49» был опубликован вскоре после битломании и «британского вторжения», которое состоялось в Америке и других западных странах. Контекстные ключи указывают на то, что действие разворачивалось в 1964 году в год релиза «A Hard Day’s Night». Пинчон даёт широкий спектр аллюзий на Beatles. Наиболее важной являются «Параноики» — группа, состоящая из веселых курильщиков марихуаны, чей вокалист, Майлз, был выгнан из старшей школы. Все члены группы говорят с американским акцентом, но поют с британским. Их гитарист вынужден отказаться от вождения авто, так как не может ясно видеть из-за длинных волос. Неизвестно, знал ли Пинчон о никнейме, который Beatles сами использовали для себя, — «Los Para Noias». Поскольку роман изобилует отсылками к другим паранойям, возможно, что Пинчон выбрал название группы по другим причинам.
В конце романа Мучо Маас, диск-жокей на радиостанции KCUF, описывает свой опыт открытия Beatles. Он говорит о ранней песне «She Loves You», а также намекает на темы, которые Beatles раскроют позже. Пинчон пишет:
«Всякий раз, когда я надеваю наушники сейчас, я действительно понимаю, что нашёл в них. Когда эти дети поют "Она любит тебя", ну, знаешь, она любит, она — любое: количество человек во всем пространстве и времени, разных цветов, размеров, возрастов, формы, срока до смерти, но она любит. А "вы" — это все. И она сама. Эдипа, :человеческий голос, знаешь, это чудо, которое переворачивает твой мир. Его глаза наполнились слезами, отражая цвет пива.
"Детка", — сказала она, беспомощно, зная, что ничего могла сделать, и боясь за него.
Он поставил чистый пластиковый флакон на стол между ними. Она уставилась на таблетки в нём, а потом поняла. "Это ЛСД?", — сказала она».

### Владимир Набоков
Пинчон был студентом Корнеллского университета, где он прослушал курс лекций по литературе Владимира Набокова (Literature 312). Сам Набоков его не помнит, но жена Набокова, Вера, вспоминает экзаменационные работы Пинчона благодаря его почерку, «полу-рукописному, полу-печатному». За год до выпуска Пинчона роман Набокова «Лолита» вышел в Соединенных Штатах. В киноадаптации «Лолиты» 1961 года Стэнли Кубрика впервые было введено понятие «нимфетка», чтобы описать сексуально привлекательных девушек в возрасте от девяти до четырнадцати лет. В последующие годы значение этого термина было расширено, но Пинчон представляет ранние примеры его канонического использования в литературе. От Сержа, контр-тенора «Параноиков», уходит его девушка к пожилому адвокату. Он выражает свою тоску в песне:
What chance has a lonely surfer boy
For the love of a surfer chick,
With all these Humbert Humbert cats
Coming on so big and sick?
For me, my baby was a woman,
For him she’s just another nymphet.

### Ремедиос Варо
В начале «Выкрикивается лот 49» Эдипа вспоминает поездку в художественный музей в Мексике, где ей встретилась картина «Ткущие земную мантию» Ремедиос Варо. На картине изображены восемь женщин внутри башни, где они предположительно пленены. Шесть из них ткут гобелен, который свисает из окна. Гобелен, кажется, изображает мир снаружи башни. Реакция Эдипы на гобелен даёт читателям понять, с какими трудностями она сталкивается при определении того, что реально, а что нет.

### Калифорнийская Золотая Лихорадка
Значение числа 49 в романе не может быть случайным. Поскольку роман связан с темой коммуникаций, 1849 год мог послужить причиной выбора названия. Он стал вторым годом Калифорнийской Золотой лихорадки, когда огромное количество телекоммуникационного оборудования, в том числе частной почтовой системы, было развернуто в поддержку тех, кто торопился в Калифорнию.

## Упоминания в популярной культуре
- Компания Yoyodyne, которая впервые появляется в «V.», также упоминается в фильме «Приключения Бакару Банзая: Через восьмое измерение», где она является производителем корабля во вселенной Star Trek.
- Ангел, спин-офф сериала «Баффи — истребительница вампиров», упоминает фирму Yoyodyne. Но это может быть отсылкой к фильму «Приключения Бакару Банзая: Через восьмое измерение».
- Телеканал ABC создал сайт вымышленной компании PB-Sales в связи с их телешоу Lost. PB-Sales специализируется на управлении и контроле других корпораций, в том числе Yoyodyne и Daystrom Data Concepts (референс к эпизоду Star Trek «The Ultimate Computer»).
- GNU General Public License использует название «Yoyodyne, Inc» в примере для отказа от авторских прав.
- Radiohead и Yo La Tengo включали мотивы Пинчона в свои произведения, в том числе темы из TCL49. Yo La Tengo записали трек «Выкрикивая лот G» для альбома «And Then Nothing Turned Itself Inside Out». Radiohead также ссылаются на роман в названии своего интернет-магазина и портала рассылки W.A.S.T.E. (который первоначально рассылал физическую почту, делая намёк более прямолинейным).
- Роман Николаса Мейера «The Canary Trainer», вышедший в 1993 году, описывает вымышленную картину знаменитого импрессиониста Дега, которая изображает Шерлока Холмса, играющего на скрипке в Опере Гранье. Чтобы объяснить, почему эта работа не попала в художественную галерею, Мейер добавляет неубедительные сноски о том, что полотно было куплено Маркизом де Тур эт Тасиссом и затем продано с аукциона его вдовой. Имя вымышленного аристократа (звучит как «Thurn and Taxis») явно отсылает к Пинчону.
- В романе Уильяма Гибсона «Count Zero» (1986) многонациональная корпорация Мааs Biolab названа в честь Эдипы Маас.
- В 2003 году появилась peer-to-peer программа WASTE, разработанная Джастином Франкелем, как отсылка к темному почтовому сервису W.A.S.T.E. из книги.
- В начальных кадрах эпизода «Леди Лазарь» сериала Mad Men (сезон 5, эпизод 8) Питер Кэмпбелл читает роман.
- Под впечатлением от романа группа t.o.L создала аниме Tamala 2010, представляющее собой крайне отдаленную адаптацию оригинального произведения.